# 醉思鄉王粲登樓
《王粲登樓》，為鄭光祖所作元雜劇，全名《醉思鄉王粲登樓》，取材自建安七子中王粲大醉登樓作《登樓賦》的故事，劇情結構雖顯雜亂，但其曲文抒發羈旅之情，寄託懷才不遇之感慨，感人尤深。